# Observatori Astronòmic Teyler
L'Observatori Astronòmic Teyler (en neerlandès, Teylers Sterrenwacht) és un observatori astronòmic al sostre de la Sala Ovalada del Museu Teyler de Haarlem.
L'observatori va ser construït com a proposta de Jacobus Barnaart (1726-1780), un dels cinc primers directors de la Fundació Teyler, responsable d'administrar part de l'herència de Pieter Teyler van der Hulst seguint la seva voluntat. Barnaart tenia un gran interès en l'astronomia i volia construir un observatori astronòmic al sostre de la Sala Ovalada, però el sostre era de fusta, material que transfereix en excés les vibracions i impedeix efectuar observacions fiables i precises. Així que, s'hi va construir un belvedere —un mirador per contemplar el panorama— en el seu lloc.
Fins al 1817, l'observatori tenia una cambra obscura, que va ser utilitzat per a dibuixar la vista contemplada des del belvedere. Tot i que no ha sobreviscut cap dibuix, els arxius del Museu Teyler tenen proves que Vincent Jansz. van der Vinne (1736-1811) va rebre 86 florins neerlandesos «per pintar les parets i el sostre de la cúpula». Aquesta no va ser l'única obra d'art dels primers observadors astronòmics, ja que al terrat de la primera escala hi ha un gerro lliurat per Jan Woortman el 1781 que, encara que va perdre, es pot apreciar a la pintura del pati interior de la Fundatiehuis de Wybrand Hendriks. El got va ser la marca registrada de Teyler, i és visible a la part superior del generador electroestàtic Van Marum també. Posteriorment es va construir un nou observatori al jardí, que més tard va ser utilitzat com a estudi pel conservador Jan van Borssum Buisman.
La col·lecció del gabinet de físics del Museu Teyler conté diversos telescopis i altres instruments emprats. Actualment l'observatori no es pot utilitzar per a calcular mesures precises, tot i que continua utilitzant-se per a observacions manuals.

## Galeria d'imatges

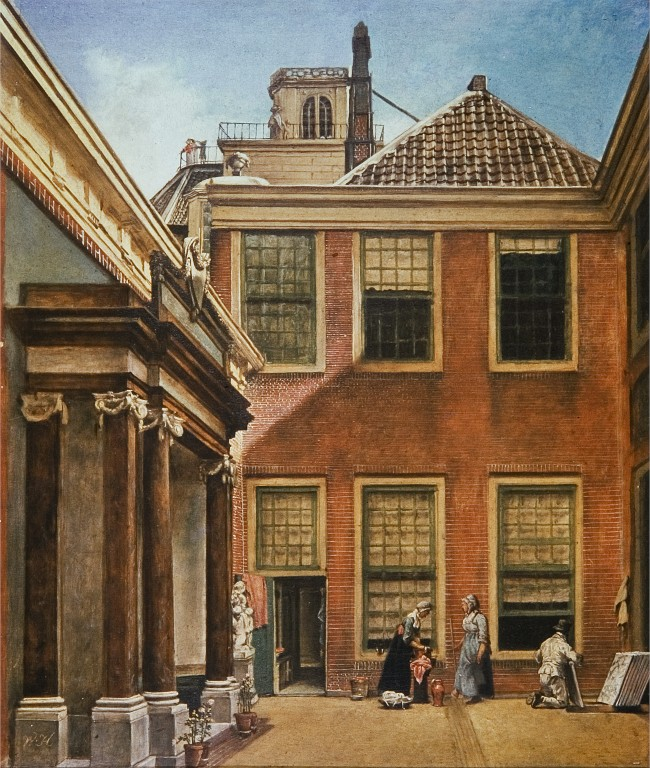
Pati interior de la Fundatiehuis, Haarlem (Wybrand Hendriks, ca. 1800). Els visitants del museu utilitzant l'observatori per veure les vistes de Haarlem i els seus voltants.
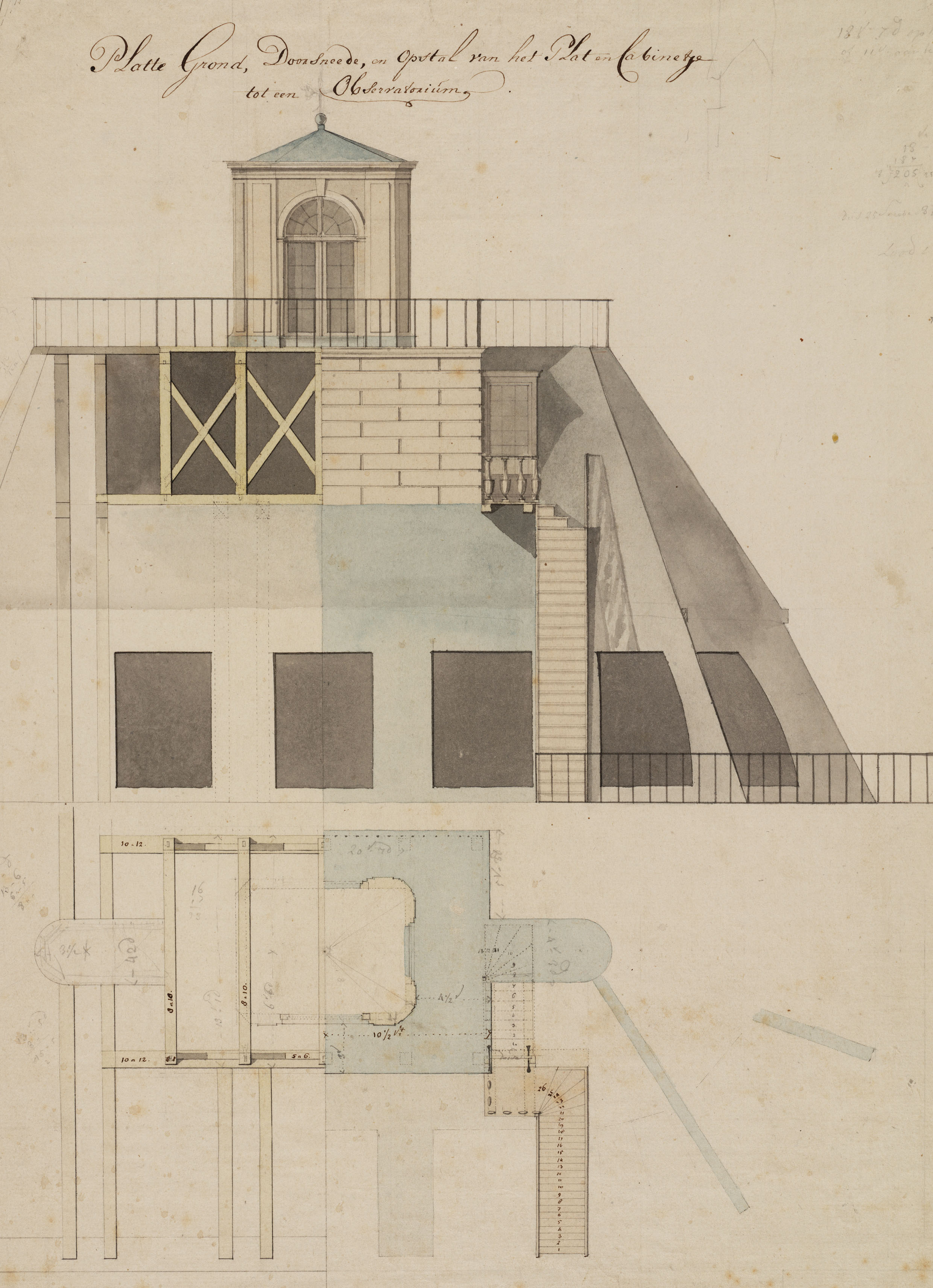
Disseny d'un observatori al sostre de la Sala Ovalada del Museu Teyler (Leendert Viervant; dibuix, 498 x 374 mm.)